# Tae Honma
Tae Honma (en japonés: 本間多恵, Honma Tae) (Toyoyama, 20 de abril de 1985) es una luchadora profesional japonesa que ha trabajado para promociones como Ice Ribbon y Actwres girl'Z.

## Carrera profesional

### Circuito independiente (2018–presente)
Como independiente, Honma es conocida por competir en múltiples promociones de la escena independiente japonesa. En la velada del The 45th Anniversary of All Japan Pro Wrestling, que se celebró el 27 de agosto de 2017 bajo organización de All Japan Pro Wrestling, hizo equipo con Miyuki Takase en un esfuerzo perdedor contra Natsumi Maki y Saori Anou. En Oz Academy Plum Hanasaku 2018 ~ OZ No Kuni In Nagoya, el 19 de agosto de 2018, hizo equipo con Tsubasa Kuragaki para derrotar a Aoi Kizuki y Sae.
En WAVE Nagoya WAVE ~Kin Shachi~ Vol. 18, un evento promovido por Pro Wrestling Wave el 30 de septiembre de 2018, Honma hizo equipo con Miyuki Takase en un esfuerzo perdedor contra Cherry y Rina Yamashita. En la segunda noche del W-1 Cherry Blossom Tour de WRESTLE-1, el 7 de abril de 2019, Honma hizo equipo con Saori Anou en un esfuerzo perdedor contra Himeka Arita y Reika Saiki.
En PURE-J Pure Slam Vol. 3, un evento promovido por Pure-J el 23 de septiembre de 2019, hizo equipo con Leon para derrotar a Hanako Nakamori y Moeka Haruhi. En JTO House, un evento promovido por Professional Wrestling Just Tap Out el 18 de diciembre de 2019, Honma hizo equipo con Maika para derrotar a Tomoka Inaba y Nao Kakuta. En 2AW Grand Slam In 2AW Square, un evento promovido por Active Advance Pro Wrestling el 28 de marzo de 2021, Honma se asoció con Miku Aono para desafiar sin éxito a 3A (Ayame Sasamura y Rina Shingaki) por el World Woman Pro-Wrestling Diana Tag Team Championship.

#### Consejo Mundial de Lucha Libre (2019)
Honma trabajó como talento joshi para Consejo Mundial de Lucha Libre, la promoción mexicana, durante el CMLL Torneo Nacional de Parejas Increíbles, que se inició el 19 de abril de 2019 y en el que hizo equipo con Kaho Kobayashi y Princesa Sugehit para derrotar a Dalys la Caribeña, La Amapola y Reyna Isis. El 23 de abril, hizo equipo con La Guerrera y Lluvia en un esfuerzo perdedor contra Dalys la Caribeña, La Comandante y Metálico como resultado de un combate de equipo de seis hombres al mejor de dos de tres caídas. El show final en el que compitió fue la edición nº 63 del Aniversario de Arena México, el 26 de abril donde hizo equipo nuevamente con Kaho Kobayashi y con Marcela para derrotar a La Amapola, La Comandante y La Seductora.

### Actwres girl'Z (2015-presente)
Honma debutó en la lucha libre profesional en AgZ Prologue, el primer evento de la historia promovido por la promoción Actwres girl'Z el 31 de mayo de 2015, donde derrotó a Nao Kakuta. En AgZ Act 25, el 15 de octubre de 2017, retó sin éxito a Saori Anou por el Princess of Pro-Wrestling Championship. También es conocida por competir en la marca Color's de la promoción. En un house show promovido el 19 de noviembre de 2019, hizo equipo con Saki para derrotar a Mari y Misa Matsui.

### Ice Ribbon (2017-presente)
Otra promoción en la que Honma luchó ha sido Ice Ribbon, con la que hizo su primera aparición en New Ice Ribbon #845 el 29 de octubre de 2017, donde hizo equipo con Natsumi Maki para derrotar a Kyuri y Matsuya Uno. También es conocida por competir en gauntlet matches, como el que se celebró por el retiro de Tequila Saya, el 31 de diciembre de 2019, en la gala New Ice Ribbon #1013, un combate de 44 personas en el que también participaron, entre otros tantos, Syuri Kondo, Itsuki Aoki, Manami Toyota, Lingerie Muto, Tsukasa Fujimoto, Maika Ozaki, Ken Ohka o Hiragi Kurumi. En el Ice Ribbon & Actwres girl'Z Joint Show del 16 de noviembre de 2020, Honma desafió sin éxito a Suzu Suzuki por el Campeonato ICE Cross Infinity.

## Campeonatos y logros
- Actwres girl'Z
  - AWG Tag Team Championship (1 vez) – con Maika Ozaki
  - AWG Tag Team Title Tournament (2021)
- Ice Ribbon
  - Triangle Ribbon Championship (1 vez)[20]